# Discothyrea traegaordhi
Discothyrea traegaordhi är en myrart som beskrevs av Santschi 1914. Discothyrea traegaordhi ingår i släktet Discothyrea och familjen myror. Inga underarter finns listade i Catalogue of Life.